# Iwanowskie Sioło
Iwanowskie Sioło (lub gmina Sioło Iwanowskie) – nazwa dawnego majoratu utworzonego z dóbr dęblińskich i nadanego hrabiemu Paszkiewiczowi w XIX wieku. W latach 1867–1870 istniała gmina wiejska Iwanowskie Sioło, której nazwę utworzono od majoratu, choć siedzibą władz gminy była osada Irena (obecnie jest to dzielnica Dęblina). W związku ze zniesieniem  gminy Iwanowskie Sioło, Iwanowskie Sioło weszło w skład gminy Gołąb. W 1933 roku nazwa Iwanowskie Sioło funkcjonuje jeszcze jako nazwa lasu, który wszedł w skład nowo utworzonej gromady Wólka Gołębska w granicach gminy Gołąb